# Rubus racemiger
Rubus racemiger är en rosväxtart som beskrevs av Liberty Hyde Bailey. Rubus racemiger ingår i släktet rubusar, och familjen rosväxter. Inga underarter finns listade i Catalogue of Life.